# Peter Machajdík
Peter Machajdík (ur. 1 czerwca 1961 w Bratysławie) – słowacki kompozytor i artysta dźwiękowy.
Jego muzyka była wykonywana na całym świecie przez zespoły i orkiestry jak Filharmonia Pomorska im. I.J. Paderewskiego w Bydgoszczy, Filharmonia im. Henryka Wieniawskiego w Lublinie, Camerata Europea w Berlinie, Janáčkova Filharmonia w Ostrawie, NeoQuartet, Chór Warszawski, Słowacka Orkiestra Kameralna Bohdana Warchala, Lugansk Philharmonic Orchestra, Arte Quartett, Państwowa Orkiestra Kameralna Żylina, Quasars Ensemble i inne. Współpracował i nagrywał z takimi muzykami jak Jon Anderson, Paweł Przytocki, Izabela Kopeć, Floraleda Sacchi, David Moss, Piero Salvatori, Boris Lenko, Jon Rose, Dietmar Diesner i inni.
Jest autorem wielu projektów interdyscyplinarnych (kompozycje do sztuk teatralnych, projektów literackich i radiowych), abstrakcyjnych instalacji dźwiękowych.

## Edukacja muzyczna
W 1992 roku był stypendystą Deutscher Akademischer Austauschdienst w Berlinie. Uczestniczył w kursach kompozytorskich w Amsterdamie i Grazu. Był composer-in-residence w Künstlerhaus Worpswede (Niemcy), Künstlerhaus Lukas Ahrenshoop (Niemcy) oraz Künstlerhaus Schloss Wiepersdorf (Niemcy). W 2010 roku był stypendystą Fundacji Wyszehradzkiej (VARP).

## Nagrody
W 1989 r. otrzymał nagrodę na konkursie Concorso Internazionale Luigi Russolo w Varese (Włochy), a w 2005 nagrodę Słowackiego Funduszu Muzycznego im. Jána Levoslava Belli.

## Ważniejsze kompozycje

### Utwory orkiestrowe
- Gegen.Stand na akordeon i orkiestrę (2019)[3]
- Błogosławieni na sopran, skrzypce i orkiestrę smyczkową (2018) – Prawykonanie światowe 28 września 2018 w Filharmonii Lubelskiej[4]
- Behind the Waves (2016) – na altówkę i orkiestrę smyczkową
- San José (2010) – na orkiestrę
- A Word about (2010) – na harfę, dzwony rurowe i orkiestrę smyczkową
- Koncert na dwa bajany i orkiestrę (2008) – „Pamięci Tych, którzy przyczynili się do zniesienia żelaznej kurtyny” – Prawykonanie światowe, NARODZINY DEMOKRACJI, 4 czerwca 2009, Filharmonia Pomorska w Bydgoszczy
- As the Wind in the Dunes (2005) – na 16 instrumentów smyczkowych
- Namah (2000) – na orkiestrę smyczkową
- Lasea (2000) – na orkiestrę smyczkową

### Muzyka kameralna
- Terauchi na kwartet smyczkowy i audio playback (2018) 12 min – Prawykonanie światowe 25 października 2018 w Gdańsku[5], wykonawcy: NeoQuartet
- 1-9-1-8 na skrzypce i fortepian (2018)
- The Florists na 4 flety proste (SATB) (2018) 8 min
- The Son (Syn) na gitarę i kwartet smyczkowy (2015) 12 min
- In Embrace na kontrabas i fortepian (2015) 11 min
- Abandoned Gates (Opuszczony drzwi) na fortepian i kwartet smyczkowy (2015) 12 min
- Danube Afterpoint na 2 flety, 2 klarnety, 2 fortepiany i kwartet smyczkowy (2015) 15 min
- Seas and Deserts na kwartet smyczkowy i audio playback (2015) 12 min
- Effugium na akordeon i audio playback (2015) 8 min
- Déjà-vu na dwa fortepiany (2015) 5 min
- Senahh na flet i fortepian (2015) 9 min
- Odliv (2014) – na skrzypce, altówkę i wiolonczelę
- Spomaleniny (2013) – na skrzypce i fortepian
- Munk (2013) – na altówkę i fortepian
- To the Rainbow again so close (2004) – kwartet smyczkowy

### Muzyka instrumentalna solowa
- Portus pacis (2016) – na organy 10 min.
- Effugium na akordeon (2015) 8 min.
- Ulity (2014) – na harfę
- Tranam (2014) – na skrzypce solo
- Put In The Rainbow (2013) – na fortepian solo
- Visible Pintimms (2012) – na harfę
- Silent Wanderings (2012) – na gitarę
- The Immanent Velvet (2011) – na fortepian solo
- Linnas (2011) – na fortepian solo
- Four Impressions (2011) – na fortepian solo
- Peroket (2010) – na skrzypce solo
- Empty Cage (2010) – na klawesyn
- Flower Full of Gardens (2010) – na klawesyn
- Torqued Images (2008) – na skrzypce solo
- On the Seven Clolours of Light (2007) – na organy
- Iese na flet (2015) 5 min
- Obscured Temptations (2003) – na fortepian solo

### Muzyka wokalna
- Touching the Present (2013) – na chór mieszany a cappella (SATB)
- Kyrie (2011) – na chór mieszany a cappella (SATB)
- Domine (2011) – na chór mieszany (SATB) i dzwony rurowe
- Si diligamus invicem (2011) – na chór mieszany a cappella (SATB)

### Muzyka elektroakustyczna, radio art, instalacje dźwiękowe
- Tolleranza – Kunsthalle/Hala umenia Košice (2015) – nstalacja dźwiękowa
- Can you hEAR me wELL? (2013) – radio art
- KE-Art (2013) – radio art
- Waters and Cages (2012) – instalacja dźwiękowa
- 05.12.07. (2007)
- The Healing Heating, radio art (2005) – radio art
- Columbia (at this country) (2003) – muzyka komputerowa
- Green Pianos (1992) – instalacja dźwiękowa
- ...and the aerth will delight (1988) – taśma elektroakustyczna

## Dyskografia
- 1995: THE ReR QUARTERLY © QUARTERLY, ReR Volume 4 No 1 CD – ReR 0401 Recommended Records
- 2003: NAMASTE SUITE (Guido Arbonelli) © Mnemes HCD 102
- 2008: NUOVE MUSICE PER TROMBA 6 (Ivano Ascari) © AZ 5005
- 2008: THE HEALING HEATING (R(A)DIO(CUSTICA) SELECTED 2008) © Czech Radio
- 2008: NAMAH[6] © musica slovaca SF 00542131
- 2009: MINIMAL HARP (Floraleda Sacchi) © DECCA / Universal 476 317
- 2011: INSIDE THE TREE[7] – muzyka kameralna na wiolonczelę, harfę © Amadeus Arte Catalogue No. AA11003
- 2012: CZECHOSLOVAK CHAMBER DUO (Dvořák / Machajdík / Schneider-Trnavský) Czech Radio, Catalogue No. #CR0591-2
- 2012: A MARVELOUS LOVE – New Music for Organ (Carson Cooman plays compositions by Peter Machajdík, Patricia Van Ness, Jim Dalton, Tim Rozema, Al Benner, Thomas Åberg, and Harold Stover), Albany Records, Catalogue No. TROY1357
- 2012: THE IMMANENT VELVET[8] – muzyka kameralna na fortepian, gitarę, wiolonczelę, harfę © Azyl Music, Catalogue No. R266-0024-2-331
- 2018: BIRDS[9] (Kompozytorzy na albumie: Peter Machajdík, François Couperin, Jean-Philippe Rameau, William Byrd, Olli Mustonen), Elina Mustonen – klawesyn © Fuga 9447, EAN: 6419369094478
- 2019: BOWEN-REGER-MACHAJDÍK-BRAHMS[10] (Ivan Palovič – viola, Jordana Palovičová – fortepian). (Kompozytorzy na albumie: Peter Machajdík, Johannes Brahms, Max Reger i York Bowen) © Pavlík Records
- 2022: MACHAJDÍK, RUNCHAK, ZYCH, STIVRINA • ACCOSPHERE NEW ACCORDION CHAMBER MUSIC • PALUS, BUDZIŇÁKOVÁ[11] (Duo Accosphere, Airis String Quartet). Kompozytorzy na albumie: Peter Machajdík, Grzegorz Majka, Volodymyr Runchak, Renate Stivrina, Tyler Versluis i Wojciech Ziemowit Zych © DUX Records
- 2022: Proxima Piano Trio – Current Vibes[12] (Proxima Piano Trio). Kompozytorzy na albumie: Peter Machajdík, Peter Groll, Matej Sloboda i Konštantin Ilievsky © UBU Collection 2022